# Бусешти (Мехединци)
Бусешти (рум. Busești) насеље је у Румунији у округу Мехединци у општини Исверна. Oпштина се налази на надморској висини од 529 m.

## Становништво
Према подацима из 2002. године у насељу је живело 248 становника, од којих су сви румунске националности.